# Фотоохота

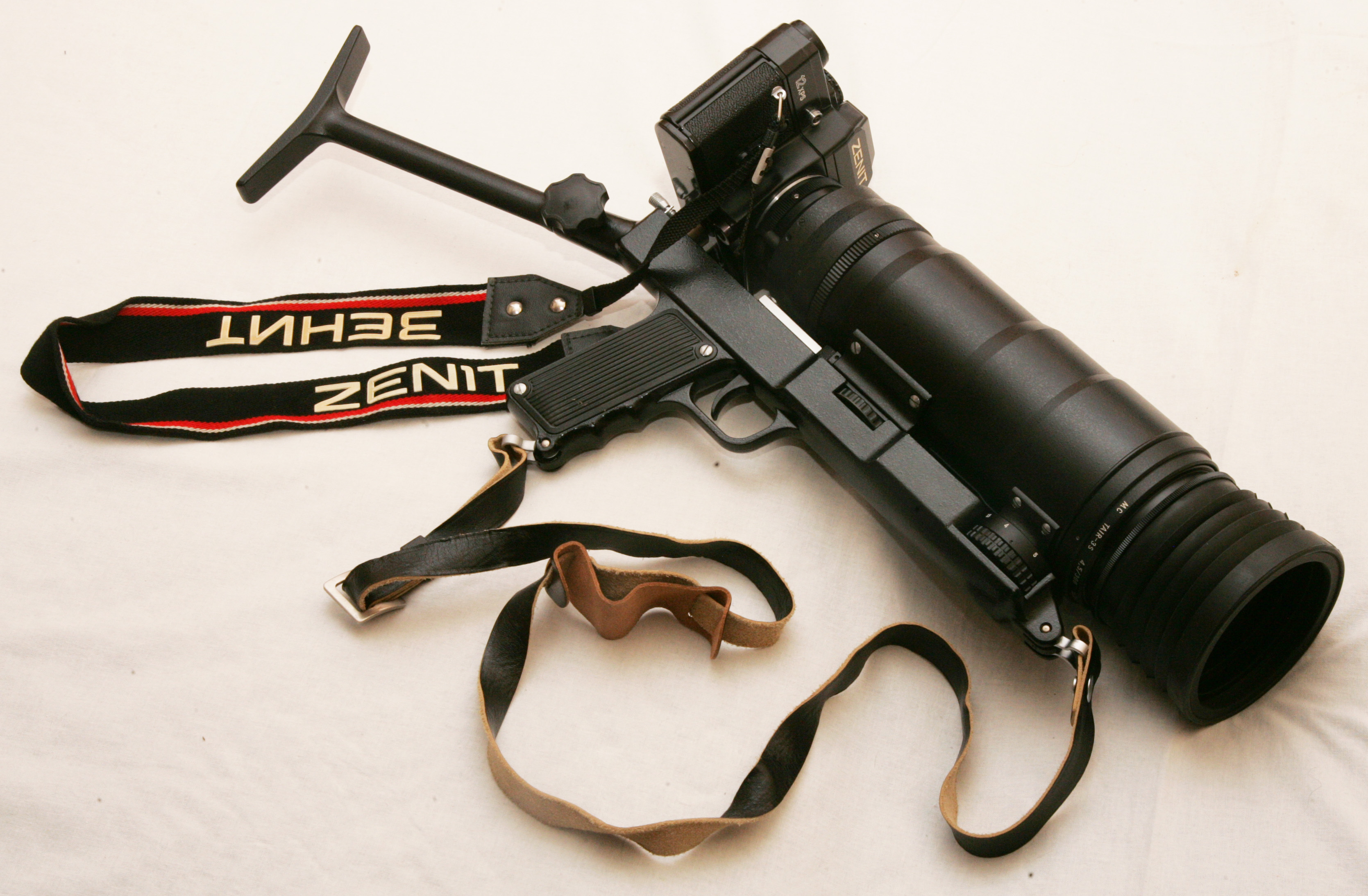
Советский фотоаппарат «Фотоснайпер ФС-12-3»

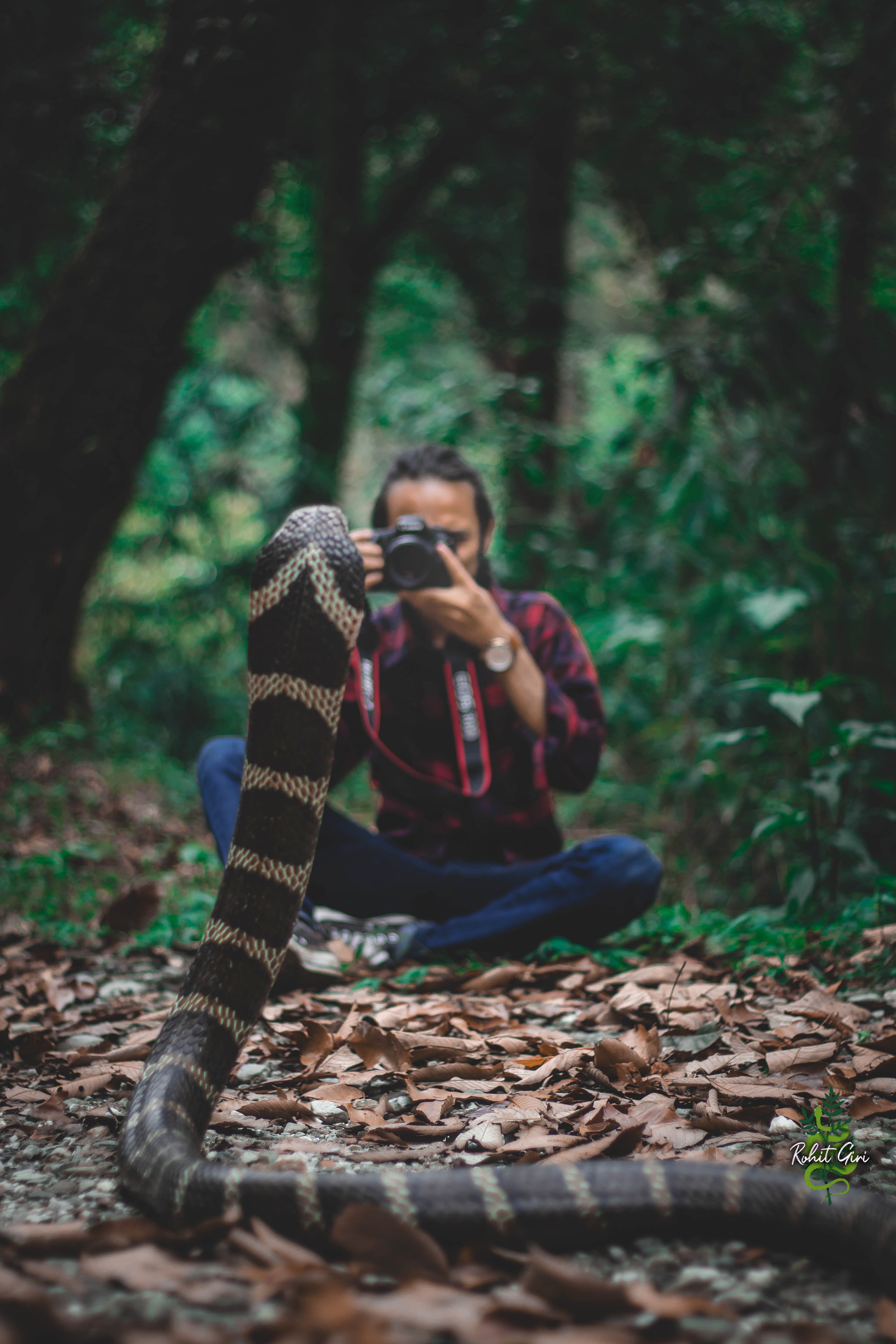
Королевская кобра «позирует» перед фотографом

Фотоохо́та (англ. Wildlife Photography) — вид фотографии, объектом съёмки в котором являются птицы, звери, насекомые и другие существа в естественных природных условиях.
Объединяет в себе три аспекта:
- спортивный (поэтому может рассматриваться также как новый вид спортивной охоты, появившийся в начале XX века и ставший особенно популярным в наше время);
- познавательный, в котором смыкается с фотографией как методом научных исследований в области биологии в которой документальность рассматривается как основное требование;
- художественный, так как образует один из видов художественной фотографии как вида искусства — в этом случае эстетический критерий становится основным для оценки результатов[1].

## Фотографирование насекомых

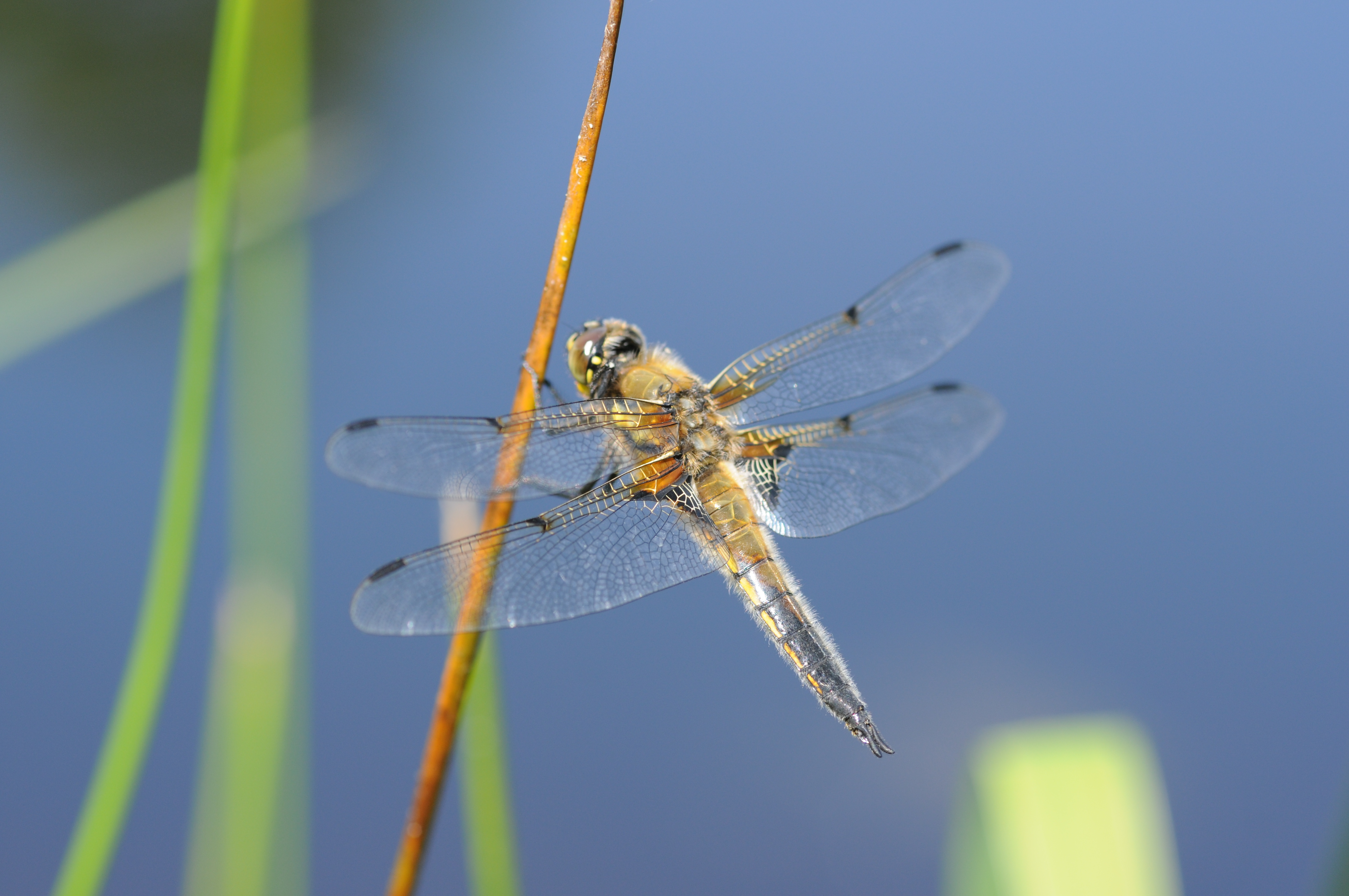

Для съёмки насекомых обычно используют приёмы макрофотографии.
Некоторые специфические приёмы могут быть особенно полезны, например: следует избегать попадания тени фотографа на объект, выбрать места, где насекомые не единичны, а встречаются достаточно часто. Удобно использовать серийную съёмку цифровой камерой с дальнейшим отбором удачных кадров, фотовспышку, телеобъектив. Малая глубина резкости при макросъёмке часто требует дополнительного диафрагмирования, подчас приходится частично жертвовать качеством снимка, устанавливая повышенную светочувствительность.

## Фотосъёмка птиц

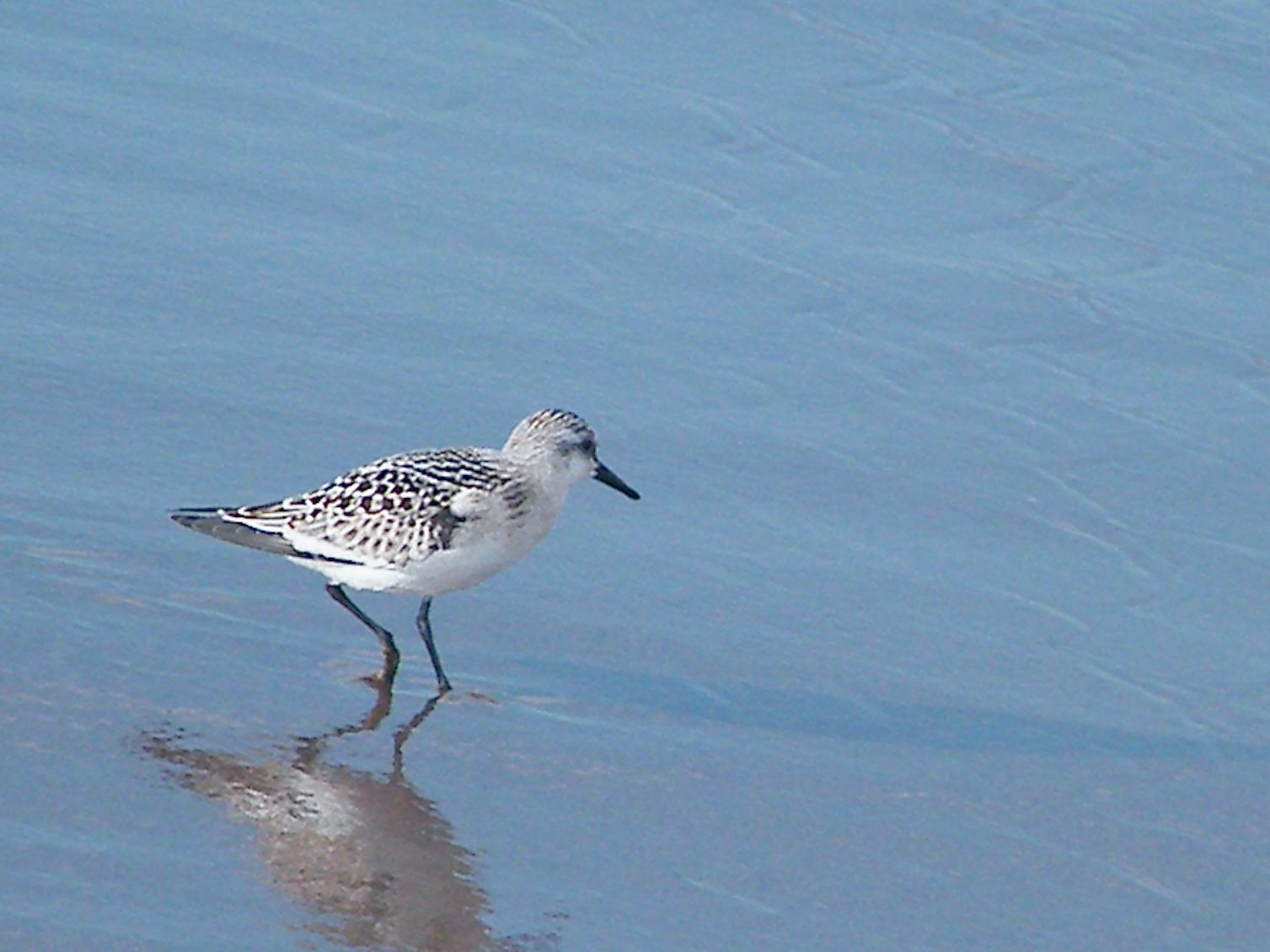

Для фотографирования птиц широко используют метод организации укрытия для фотографа, места, в котором можно скрытно разместиться, не потревожив объект съёмки. Птицы, в отличие от млекопитающих, обладают слаборазвитым обонянием, но способны различать большое количество оттенков цветов, поэтому при фотоохоте на птиц желательно применять естественные средства маскировки, но нет необходимости выбора подветренной стороны.
Практически всегда используются телеобъективы.

## Фотографирование млекопитающих

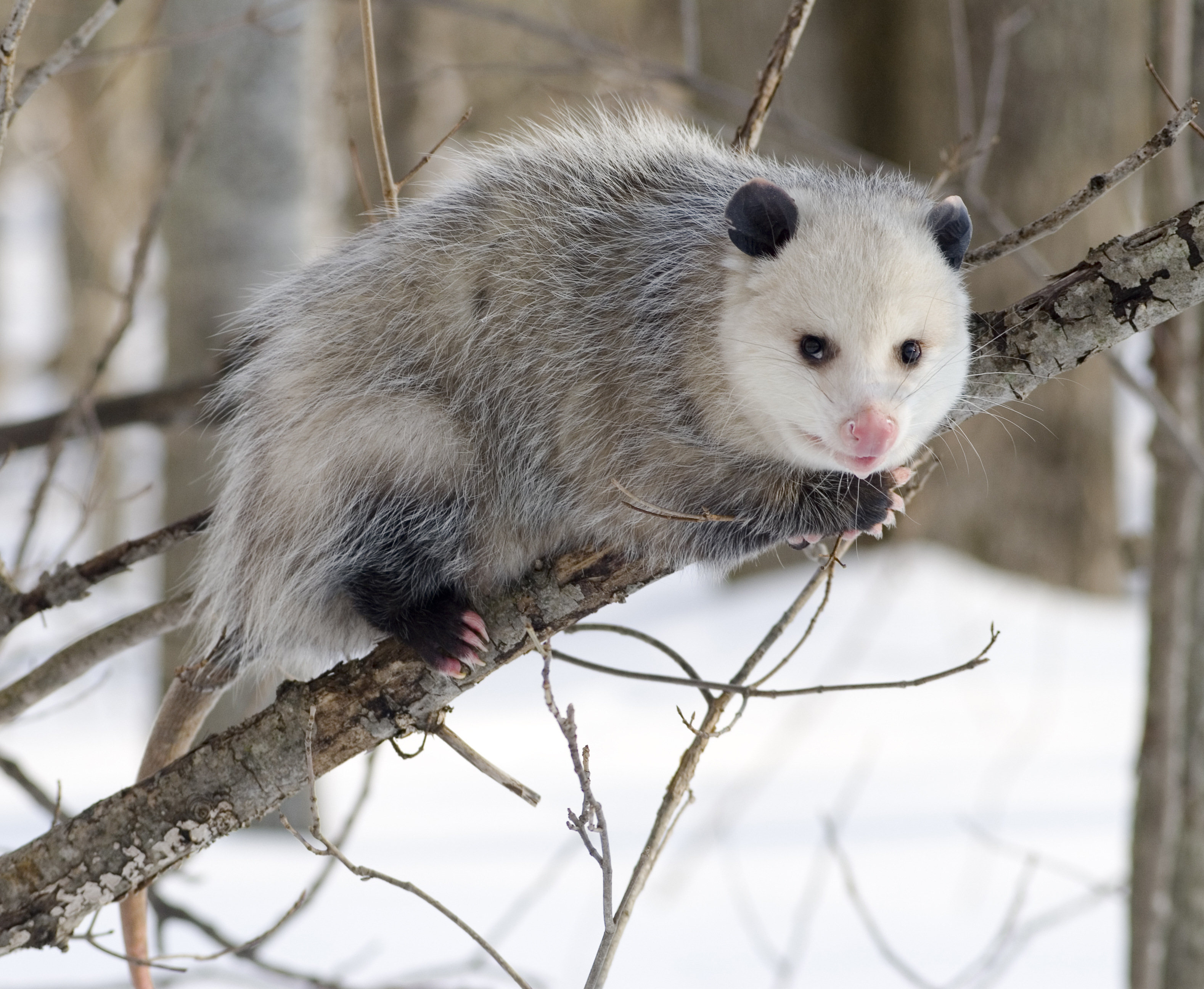
Пример фотографии, сделанной фотоохотником: виргинский опоссум зимой

У млекопитающих хорошо развито обоняние и слух, но зрение у большинства из них чёрно-белое. Следовательно, при съёмке млекопитающих важно долгое время сидеть бесшумно и неподвижно в укрытии, располагающемся с подветренной стороны.